# 22958 Рогатґі
22958 Рогатґі (22958 Rohatgi) — астероїд головного поясу, відкритий 10 жовтня 1999 року.
Тіссеранів параметр щодо Юпітера — 3,251.